# Грапентин, Ханс-Ульрих
Ханс-Ульрих Грапентин (нем. Hans-Ulrich Grapenthin, род. 2 сентября 1943, Вольгаст) — немецкий футболист, вратарь. Двукратный «Футболист года» ГДР.
Игрок клуба ФК Карл Цейсс Йена и национальной сборной ГДР.
Был в своё время одним из лучших вратарей ГДР.

## Достижения
- Чемпион ГДР:1967/68, 1969/70
- Обладатель Кубка ОСНП: 1971/72, 1973/74, 1979/80
- Футболист года ГДР (2): 1980, 1981